# 太田市立旭中学校
太田市立旭中学校（おおたしりつ あさひちゅうがっこう）は、群馬県太田市にある公立中学校。

## 所在地
- 〒373-0816 群馬県太田市東矢島町1082番地

## 学区
- 飯塚町の一部(市道飯塚西新町線以南)[1]
- 西矢島町の一部(市道東毛幹線以北)
- 東矢島町
- 東別所町

## 学校周辺
- 常磐高等学校　飯塚町キャンパス
- 太田市立旭小学校
- 太田市立東中学校

## 主な卒業生
- ざわちん - ものまねタレント